# Gibocercus flavipes
Gibocercus flavipes är en insektsart som beskrevs av Ross 2001. Gibocercus flavipes ingår i släktet Gibocercus och familjen Archembiidae.
Artens utbredningsområde är Peru. Inga underarter finns listade i Catalogue of Life.